# Esbo sjukhus
Esbo sjukhus (finska: Espoon sairaala) är ett finländskt sjukhus som ligger i Esbo i stadsdelen Karvasbacka. Sjukhuset inledde sin verksamhet den 7 mars 2017, och dess drift ansvarar Västra Nylands välfärdsområde för.
Esbo sjukhus ersatte sjukhusen i Bolarskog och Morby, hälsocentralavdelningarna vid Jorvs samt hälsocentralsjukhusen i Grankulla och Kyrkslätt. Sjukhuset har 270 vårdplatser och fem avdelningar. Det är specialiserat på vård och rehabilitering av äldre invånare i Esbo, Grankulla och Kyrkslätt. Öster om Esbo sjukhus ligger HUS-koncernens Jorvs sjukhus. De två sjukhusen samarbetar nära, och HUS har hyrt lokaler i Esbo sjukhus. Det finns en täckt gångförbindelse mellan sjukhusen, och deras gemensamma parkeringsutrymmen finns vid Esbo sjukhus. Sjukhusområdet kallas därför Jorvs sjukhuskampus.

## Utrymmen uthyrda till HUS
När förlossningsverksamheten vid Kvinnoklinikens sjukhus i Helsingfors och Nylands sjukvårdsdistrikt (HUS) upphörde i oktober 2017 på grund av inomhusluftsproblem, styrdes förlossningarna inledningsvis till Jorvs sjukhus och Kvinnokliniken. HUS hyrde då ersättande utrymmen i Esbo sjukhus, där nödvändiga ändringsarbeten genomfördes. I februari 2018 flyttades förlossnings- och eftervårdsavdelningarna från Jorvs sjukhus till Esbo sjukhus, medan en eftervårdsavdelning blev kvar vid Jorv.

## Konst
Esbo sjukhus har satsat på konst, med flera beställningsverk samt verk ur Esbo moderna konstmuseums (EMMA) samlingar. Det finns bland annat Oona Tikkaojas utomhusskulptur Helix nära huvudingången och Hanna Vihriäläs glaskonstverk Ketohanhikki i entréhallen. Konstanskaffningarna slutfördes 2017.
Sjukhusområdet rymmer även äldre konstverk: vid Jorvs sjukhus körramp finns Auli Korhonens verk Healing Spirit and Water (2006), och på gräsmattan mellan Esbo sjukhus och Keinumäki skola står Barbara Tieahos verk Elon kaaret (1999).